# Andalucía Club de Fútbol
El Andalucía Club de Fútbol era un club de fútbol español, de la ciudad de Marbella (Málaga). Fundado en 1998, desapareció en el verano de 2003 justo después de haber descendido de la Tercera división española.

## Historia
El Andalucía Club de Fútbol fue fundado en 1998 por un empresario que desempeñaba sus labores en la ciudad de Marbella y deseaba crear un importante equipo de Fútbol en la ciudad para darse a conocer.
El objetivo del equipo era ascender a categorías importantes del fútbol español, y convertirse en el principal equipo de la ciudad, y para ello, realizaba un importante desembolso económico temporada tras temporada para realizar fichajes de categoría para el equipo. 
Todo comenzó muy bien los primeros años, ya que en la temporada 99-00 se conseguía el ascenso a Primera Regional Andaluza, en la temporada 00-01 volvía a ascender a Regional Preferente de Málaga y en la temporada 01-02 se consiguió nuevamente el ascenso a tercera división Grupo IX.
El comienzo de la temporada 02-03 en tercera división comenzaba con el mismo objetivo de los años anteriores, conseguir un nuevo ascenso a segunda división B, y para ello, el empresario buscó patrocinadores para el equipo, los cuales pudiesen aportar al club un desembolso mayor, para poder realizar fichajes de mayor envergadura y así lograr el deseado ascenso. Pero en esta ocasión, las cosas no fueron nada bien para el conjunto del Andalucía, pues los resultados no terminaban de llegar y desde las primeras jornadas, se establecieron en la zona baja de la tabla.
Conforme fueron pasando las jornadas, el equipo no terminaba de encontrar los resultados, por lo que los patrocinadores fueron retirando poco a poco el apoyo al club. Fue entonces cuando comenzaron a tener problemas de liquidez y los jugadores dejaron de percibir sus honorarios, aunque con la promesa de que se iba a solucionar el problema. 
Al finalizar la temporada, el equipo no consiguió mantener la categoría en la tercera división, descendiendo a la Regional Preferente de Málaga, pero las deudas no fueron saldadas con los jugadores y el equipo desapareció por impagos en el verano del 2003.

## Uniforme
- Uniforme titular: Camiseta a 4 franjas negras y verdes con pantalón y medias negras y detalles en verde.
- Uniforme alternativo: Camiseta blanca cn detalles en verde y pantalón verde con medias blancas.

## Estadio
Estadio: campo municipal de Santa María. Las Chapas (Marbella)
Aforo 700 espectadores (aproximadamente.)
Dimensiones del terreno	97 x 57 metros

## Datos del club
- Temporadas en 1ª: 0
- Temporadas en 2ª: 0
- Temporadas en 2ªB: 0
- Temporadas en 3ª: 1
- Mejor puesto en la liga: 19.º (Tercera división española temporada 2002-03)
- Peor puesto en la liga: 19.º (Tercera división española temporada 2002-03)

- Datos: Q5674924